# Sergei Gennadijewitsch Netschajew

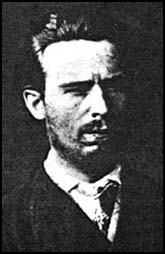
Sergei Netschajew

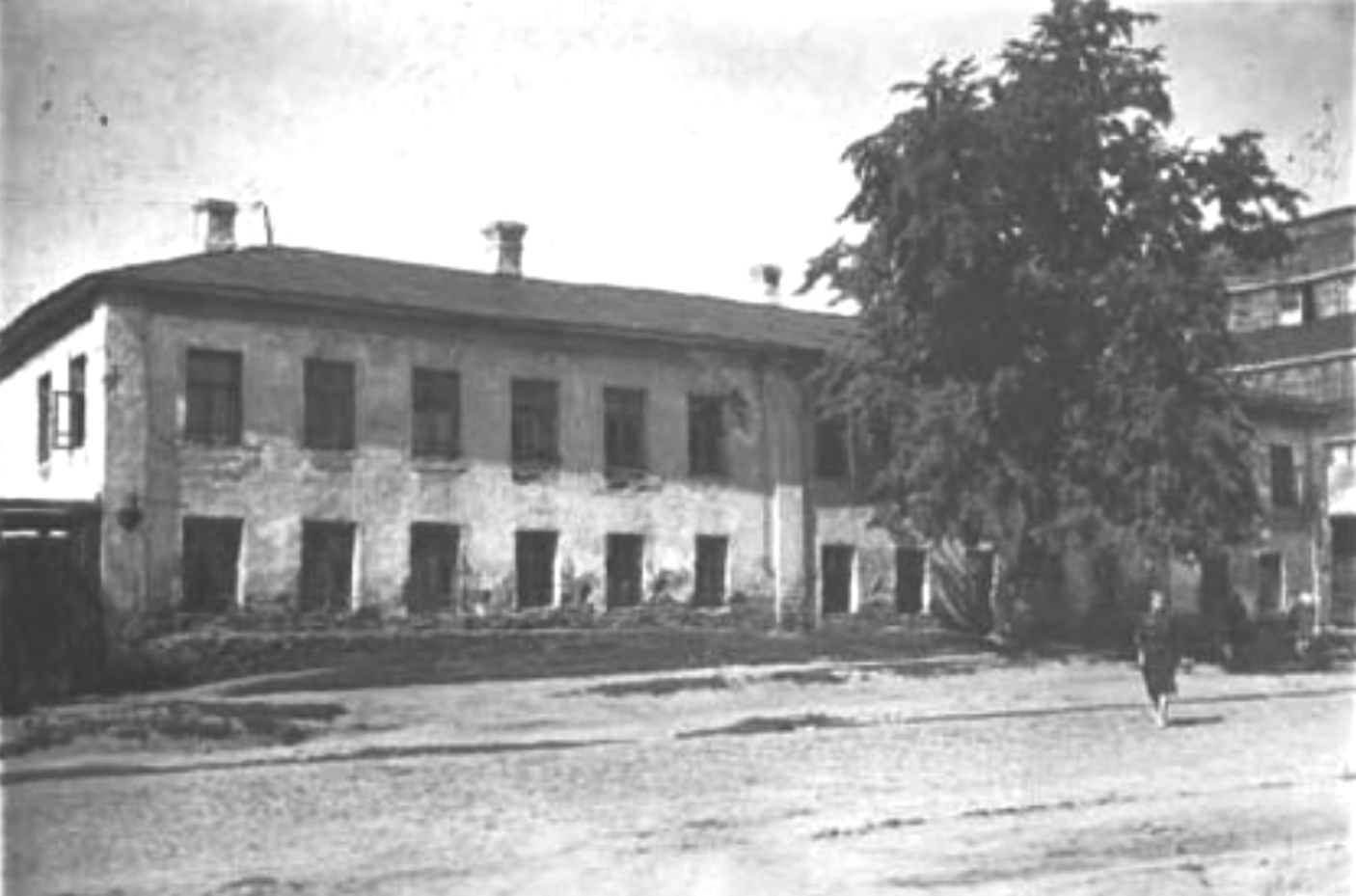
Geburtshaus Netschajews

Sergei Gennadijewitsch Netschajew (russisch Сергей Геннадиевич Нечаев, wiss. Transliteration: Sergej Gennadievič Nečaev; * 20. Septemberjul. / 2. Oktober 1847greg. in Iwanowo; † 21. Novemberjul. / 3. Dezember 1882greg. in Sankt Petersburg) war ein russischer Revolutionär, der der nihilistischen Bewegung nahestand.

## Leben
Sergei Netschajew wurde 1847 in der Stadt Iwanowo geboren und wuchs als Sohn eines Kellners und einer Näherin in ärmlichen Verhältnissen auf. Er hörte Vorlesungen an der Petersburger Universität, ohne dort immatrikuliert zu sein. Dadurch lernte er die Ideen Michail Bakunins und der Dekabristen kennen. 1868–1869 leitete Netschajew während der Studentenunruhen eine radikale Studentengruppe. Im Januar 1869 ließ er das Gerücht verbreiten, er sei in St. Petersburg festgenommen worden und flüchtete nach Genf. Dort suchte er den Kontakt zu russischen Exilanten und gab sich dort als Leiter einer revolutionären Organisation aus, der aus der Peter-und-Paul-Festung geflohen sei. In der Schweiz schloss Netschajew eine enge Freundschaft mit Michail Bakunin und Nikolai Ogarjow und verfasste dort sein Programm, den Revolutionären Katechismus. Er gewann Alexander Herzen dafür, eine Propagandareise zu finanzieren, bei der der Revolutionäre Katechismus nach Russland geschmuggelt und dort verbreitet wurde.
Im August 1869 kehrte er nach Russland zurück und gründete dort die Geheimorganisation Narodnaja Rasprawa (russisch: Народная Расправа, „Volksvergeltung“, „Volksgericht“, „Volksrache“). Die Organisation bezog sich positiv auf die Kosaken-Gesellschaft von Wassili Us in Astrachan und kritisierte Tschernyschewskis Agitation in Russland. Als Iwan Iwanowitsch Iwanow, ein Mitglied der Gruppe, aufgrund von Meinungsverschiedenheiten die Gruppe verließ, wurde er von Netschajew und seiner Gruppe verprügelt und erschossen. Drei Jahre später schilderte Dostojewski dieses Ereignis in seinem Roman Die Dämonen.
1870 verließ Netschajew Russland wieder und schrieb eine Zeit lang für die Zeitung Kolokol, die nach dem Tode Herzens 1870 für kurze Zeit von Ogarjow weitergeführt wurde. Doch als er begann, private Schriften und Briefe von Bakunin und anderen Exilanten zu stehlen, um diese, falls nötig, zu erpressen und in Bakunins Namen eine Morddrohung an dessen Verleger sendete, distanzierten sich Bakunin und viele andere von Netschajew. Inzwischen wurde von Russland die Auslieferung gefordert und die schweizerische Polizei nahm die Fahndung auf. Freunde versuchten bei der Bundesregierung zu intervenieren und sahen Netschajew als politisch Verfolgten, der nicht ausgeliefert werden dürfe. 1872 wurde er vom polnischen Exilanten Stemkowski an die Polizei in Zürich verraten und anschließend festgenommen. Wegen des Mordes an Iwanow wurde Netschajew als gemeiner Verbrecher an Russland ausgeliefert und dort verurteilt. 1882 starb Sergei Netschajew in der Peter-und-Paul-Festung in Sankt Petersburg an Wassersucht.

## Schriften

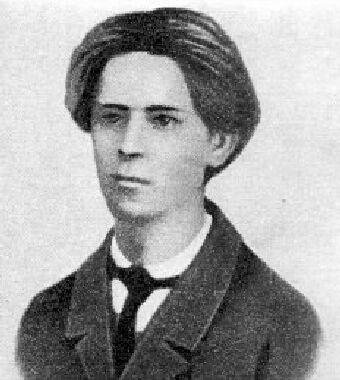
Der junge Sergei Netschajew

- zusammen mit Pjotr Nikititsch Tkatschow: Programma revoljucionnych dejstvii (Programm der revolutionären Aktion). 1869 verfasst.
- Katehizis revoljucionera, in: Pravitel'stvennyi Vestnik, Sankt Petersburg 1871.
  - deutsche Ausgabe: Katechismus eines Revolutionärs. abgedruckt in: Robert Payne: Lenin. Sein Leben und sein Tod, München 1965, S. 17–20.
- Allgemeine Organisationsregeln, abgedruckt in: Theodor Schiemann (Hg.): Bibliothek russischer Denkwürdigkeiten, Bd. 6: Michail Bakunins Sozial-politischer Briefwechsel mit Alexander Iw. Herzen und Ogarjow, Stuttgart 1895, S. 371 f.
- Allgemeine Regeln des Abteilungsnetzes, abgedruckt in: Theodor Schiemann (Hg.): Bibliothek Russischer Denkwürdigkeiten, Bd. 6: Michail Bakunins Sozial-politischer Briefwechsel mit Alexander Iw. Herzen und Ogarjow, Stuttgart 1895, S. 372 f.